# Хайнце, Марион
Марион Хайнце (нем. Marion Heintze; род. 5 сентября 1954) — немецкая шахматистка, международный мастер (1983) среди женщин.
Чемпионка ГДР (1985). В составе сборной ГДР участница 14-й Олимпиады (1990) в Нови-Сад.

## Изменения рейтинга
| Графики недоступны из-за технических проблем. См. информацию на Фабрикаторе и на mediawiki.org. |